# الذهاب إلى الخطأ
الذهاب بشكل خاطئ هي رواية إثارة نفسية من تأليف كاتبة الروايات البوليسية الإنجليزية روث رندل.
نُشرت الرواية عام 1990 من قبل دار النشر هاتشينسون في المملكة المتحدة والصحافة الغامضة في الولايات المتحدة.

## الملخص
عندما كان شابًا، قاد جاي كوران عصابة شوارع محلية وتاجر بالمخدرات قبل أن يقع في حب ليونورا تشيشولم بجنون، وهي مراهقة من الطبقة المتوسطة والذي كان من الطبيعي أن يرفضه والداها في مجتمعه.
على الرغم من الرومانسية العاطفية في البداية، تهدأ الحكاية الخيالية، وتوافق ليونورا على البقاء فقط صديقتين. يبدأ الاثنان الاجتماع لتناول طعام الغداء في كل يوم السبت، ظاهريًا لتهدئة حب جاي المستمر غير المتبادل، يحاول الرجل الاتصال بها يوميًا.
نتعرف تدريجيًا عن حادثة وقعت في ماضي جاي والتي دفعته إلى السير بشكل مستقيم، على الرغم من أن مصالحه التجارية الحالية تحافظ على جو من الفساد، وثرائه الجديد يتناقض بشكل حاد مع قيم ليونورا. على الرغم من الاختلافات الواضحة بينهما، أصبح جاي مقتنعًا بأن رفض ليونورا ينبع فقط من كون شخص ما أخبرها عن ماضيه.
عندما تُخبر ليونورا جاي المذهول أنها وجدت حبًا جديدًا، فإن هذا الإعلان يطلق سلسلة مظلمة من الأحداث التي ستقود جاي إلى المزيد من الهوس والمطاردة والقتل في النهاية.